# Нове Жепкі
Нове Жепкі (пол. Nowe Rzepki) — село в Польщі, у гміні Нові Пекути Високомазовецького повіту Підляського воєводства.
Населення — 86 осіб (2011).
У 1975-1998 роках село належало до Ломжинського воєводства.

## Демографія
Демографічна структура станом на 31 березня 2011 року:
|          | Загалом | Допрацездатний вік | Працездатний вік | Постпрацездатний вік |
| -------- | ------- | ------------------ | ---------------- | -------------------- |
| Чоловіки | 41      | 10                 | 24               | 7                    |
| Жінки    | 45      | 13                 | 22               | 10                   |
| Разом    | 86      | 23                 | 46               | 17                   |